# John Seale
John Clement Seale, nascut el 5 d'octubre de 1942, és un director de fotografia australià. Va guanyar un Oscar a la millor fotografia el 1996 per la pel·lícula El pacient anglès.
Seale va néixer a Warwick, Queensland, Austràlia, fill de Marjorie Lyndon (nacuda Pool) i Eric Clement Seale. Ha estat nominat a l'Oscar pel seu treball a Witness,  Rain Man, i  Cold Mountain. Seale també ha dirigit una pel·lícula, Till There Was You el 1990. John Seale és el besoncle de l'oboista escocès Claire Seale.

## Filmografia
- BMX Bandits (1983)
- Witness (1985)
- The Mosquito Coast (1986)
- Camp de l'infern (The Hitcher) (1986)
- Children of a Lesser God (1986)
- Procediment il·legal (Stakeout) (1987)
- Rain Man (1988)
- Dead Poets Society (1989)
- Till There Was You (1990, director)
- L'oli de la vida (1992)
- The Firm (1993)
- The American President (1995)
- El pacient anglès (1996)
- Ghosts of Mississippi (1996)
- City of Angels (1998)
- L'enginyós senyor Ripley (1999)
- La tempesta perfecta (2000)
- Harry Potter and the Philosopher's Stone (2001)
- Cold Mountain (2003)
- Spanglish (2004)
- Poseidon (2006)
- Prince of Persia: The Sands of Time (2010)